# Djævelens lærling (film)
|  | Fremtidig filmudgivelse Denne artikel omhandler en film i produktion eller uden biografpremiere endnu. Det er derfor muligt, at indholdet er af spekulativ natur, og ligeledes at indholdet kan ændre sig markant, efterhånden som flere oplysninger bliver tilgængelige. |

Djævelens lærling var arbejdstitlen på en filmatisering af første bog i Kenneth Bøgh Andersens fantasy-bogserie, Den Store Djævlekrig, under udvikling som spillefilm af det norske filmselskab Maipo Film med støtte fra flere forskellige lande. Det er ikke kendt endnu, om filmen vil laves som live action eller animation.
Det er historien om den artige dreng Filip Engell, som dør og ved en fejltagelse ender i Helvede, hvor han skal være lærling og arving til en dødssyg Djævel. Djævelen opdager med det samme, at han har fat i den forkerte dreng, men uden tid til at gøre om, begynder han Filips oplæring i ondskab, hvilket er nemmere sagt end gjort. Han får venner og forelsker sig i den nye, sælsomme verden, men med tiden får han færden af et ondsindet komplot mod Lucifers sorte trone.
Historien er som sagt første bind af en hel serie på seks bøger. I dem behandler Andersen flere store temaer, som godhed og ondskab, og hvorfor begge er nødvendige, døden og livet, dødssynder, troen og det ikke at tro, den frie vilje, m.m., og baserer næsten samtlige steder og personer på figurerer fra Bibelen og forskellige mytologier og trosretninger, samt verdenshistorien, men giver dem en ekstra drejning. Det er en både tankevækkende, komisk og mørk skildring af efterlivet.
Senere udviklede filmprojektet sig til en 3D-animeret spillefilm og derefter til en tv-serie med fire tre sæsoner, baseret på de første fire bind af serien. Men da der ikke var nogle af de store streamingtjenester, der gad at gå ombord på projektet blev det på et tidspunkt skrinlagt på ubestemt tid, hvilket Kenneth Bøgh Andersen selv offentliggjore på sin Facebook-side den 19 februar 2024.

## Udvikling
Filmrettighederne til Djævelens lærling blev første gang købt i 2012 af det danske filmselskab Nimbus Film, samtidig med at de anskaffede rettighederne til en anden af Andersens bogserier, Antboy. Da Nimbus indså, at budgettet for en live action-udgave ville være for stort hvis den skulle produceres i Danmark, ændrede Nimbus kurs og forsøgte at udvikle projektet som en animationsfilm. Torleif Hoppe blev hyret af Nimbus som manuskriptforfatter, og med finansiel støtte fra Det Danske Filminstitut hyrede Nimbus koncept-tegner og kunstner Peter Dodd og den amerikanske grafiske designer Cameron Davis til at udvikle et visuelt koncept for filmen. Sammen, med hjælp fra nogle inspirerende kunstværker som springbræt, udviklede de to en mere cartoony udgave af Andersens Helvede. Fordi filmprojektet stadig viste sig at være for dyrt at producere i Danmark, og fordi Nimbus ønskede at ændre for meget ved historien af denne samme grund, valgte Andersen at tage filmrettighederne tilbage.
Den 15. april 2019 offentliggjorde Andersen i et engelsk interview med ManyBooks.net, i forbindelse med udgivelsen af den engelske ud gave af Den forkerte død, at han havde solgt filmrettighederne til Djævelens lærling til et stort norsk filmselskab, Maipo Film, og udtalte, at projektet involverer adskillige lande, og at han krydser fingre for, at det lykkes.
Den 19. februar 2024 offentliggjorde Kenneth Bøgh Andersens på sin egen Facebook-side, at på trods af at filmatiseringsprojektet var nået rigtig langt og blevet rigtig godt, var de nødsaget til skulle skrinlægge det på ubestemt tid. Han fortæller her, at den oprindelige idé var at lave en live-action-film baseret på første bind, men at dette ville have været for dyrt. Derefter udviklede det sig til wn animeret spillefilm byggende over første bind, men som internationelt projekt. Dette projekt havde til sidst udviklet sig til et internationelt live-action tv-serie-projekt. Projektet var nået rigtig langt og var blevet rigtig godt, men den sidste brik, at finde en stor streamingtjeneste, som ville gå på ombord med dem og støtte projektet, var ikke lykkedes, og derfor var de nødsaget til at skrinlægge projektet for nu.